# 소피아 타칼

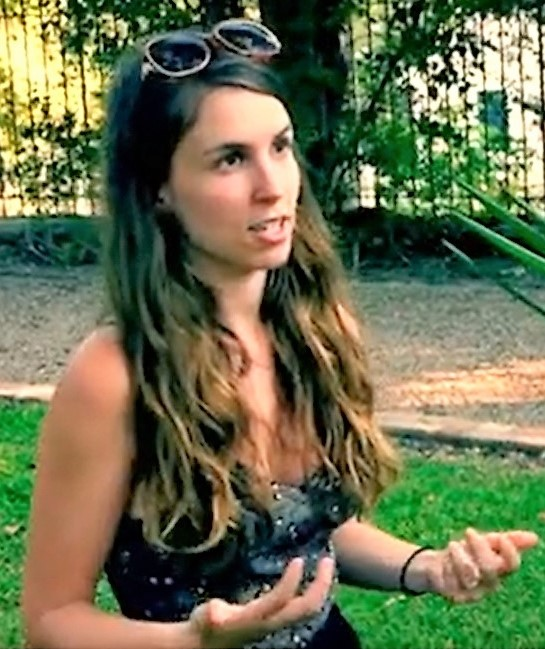

소피아 타칼(Sophia Takal, 1986년 5월 12일 ~ )은 미국의 배우, 영화 감독, 각본가, 영화배우이다.
몬트클레어에서 태어났다.

## 영화
- 블랙크리스마스 (2019년)
- 올웨이즈 샤인 (2016년)
- 와일드 카나리아들 (2014년)
- 갓즈 포켓 (2014년) - 대학원생 역
- 24 익스포저 (2013년) - 캘리 역
- 몰리의 상대성이론 (2013년) - 몰리 역
- 올 더 라이트 인 스카이 (2012년) - 페이 역
- 커피 앤 파이 (2011년)
- 그린 (2011년) - 로빈 역
- 가비 온 더 루프 인 줄라이 (2010년)
- 엠프러스 (2009년)
- 팻 프렌드 (2009년)